# Полунина, Зоя Григорьевна
Зо́я Григо́рьевна Полу́нина (родилась 12 июня 1991 года в Богородицке) — российская хоккеистка, играющая на позиции защитника в дмитровском «Торнадо».

## Карьера

### Клубная
Первый тренер — Александр Литвинцев.
Первые шаги в хоккее начала в 14 лет (2005).  После ряда жизненных ситуаций решила добиться высокого уровня в профессиональном женском хоккее — "именно хоккей, не позволил опустить мне руки и идти дальше" (цитата).  Далее первое в жизни ответственное соревнование Спартакиада учащихся в 2007 году (Бердск) — Чемпионка России. первый свой профессиональный контракт подписала с Красноярск (Локомотив), сейчас Бирюса.
Продолжила свою карьеру в  Красноярск «Локомотив» 2 года в составе команда стала бронзовым призёром Чемпионата России, после чего подписала контракт с ведущим хоккейным клубом страны «Торнадо» (Дмитров МО) Неоднократно получала предложения переехать за океан, но часто отказывалась от них. В 2012 году была зарегистрирована для драфта Канадской женской хоккейной лиги.

### В сборной
В 2010 году вошла в состав сборной России по хоккею на зимней Олимпиаде в Ванкувере, став первой российской «зимней» спортсменкой, представляющей Якутию в составе сборной. Играла на чемпионате мира 2009 год — Хямеэнлинна (Финляндия), 2011 года в Швейцарии, 2012 год — Берлингтон (Вермонт) США. Все клубные достижения работала под руководством Чистякова Алексея Владимировича.

## Околохоккейные предпочтения
В настоящий момент изучает английский язык: по её словам, недостаточно уверенное владение английским сказывалось на её решениях об отказе переезжать за океан. Лучшими женскими сборными мира считает заокеанские сборные Канады и Америки. Не переносит ленивых, не добрых и не честных и не умных людей. Закончила спортивную карьеру в 2014 году, оставив подготовку к ОИ 2018, и в 2015 год стала Мамой, и считает это главным достижением в своей жизни. В 2014—2015 годы — Генеральный Менеджер НП ХК "Комета", последующие сезоны не смогли продолжить  играть в Чемпионате страны из-за не утвержденного бюджета.
Имеет 1 высшее образование по специальности: специалист по физической культуре и спорту. В 2016 году поступила на магистратуру в РАНХиГС по специальности юриспруденция. 2019 — сдача магистерской работы. На данный момент занимается саморазвитием и воспитанием дочери.

## Достижения
- Чемпион России: 2009, 2011, 2012, 2013
- Серебряный призёр чемпионата России:  2008, 2010, 2014
- Обладатель Кубка европейских чемпионов: 2010, 2012, 2013, 2014
- Победитель Czech Womens Cup: 2010, 2011, 2012, 2013
- Мастер Спорта Международного Класса (МСМК)
- Включена в Аллею Славы в г. Якутске как первый спортсмен на зимних  ОИ от Республики.
- Представлена наградам и  медалями
- Участница ОИ в Ванкувере 2010
- Бронзовый призёр Зимней Универсиады 2013 Трентино (Италия)
- Чествование президента страны В.В.Путина